# Mansjön, Västergötland
Mansjön är en sjö i Svenljunga kommun i Västergötland och ingår i Ätrans huvudavrinningsområde.